# نورمان تاورج
نورمان راي تاورج (بالإنجليزية: Norman Taurog)‏ (23 فبراير 1899 –7 أبريل 1981) كان مخرجًا سينمائيًا وكاتب سيناريو أمريكي. أخرج تاورج 180 فيلمًا بين عامي 1920 و1968. حصل على جائزة الأوسكار لأفضل مخرج في سن الثانية والثلاثين عن فيلمه سكيبي (1932). يُعتبر ثاني أصغر شخص يفوز بهذه الجائزة بعد داميان تشازل الذي فاز عن فيلمه لا لا لاند في عام 2017. رُشح لاحقًا لنيل جائزة أفضل مخرج عن فيلمه بويز تاون (مدينة الصبيان) (1938). أخرج تاورج أفلامًا من بطولة أشهر ممثلي القرن العشرين، بمن فيهم ابن أخيه جاكي كوبر، وسبنسر تريسي، وميكي روني، وجودي غارلند، وديانا دوربين، وفريد أستير، وجين كيلي، وديبورا كير، وبيتر لوفورد، ودين مارتن، وجيري لويس، وإلفيس بريسلي. أخرج تاورج ستة أفلام من بطولة مارتن ولويس، وتسعة أفلام من بطولة إلفيس بريسلي؛ متفوقًا في ذلك على جميع المخرجين الآخرين. يمتلك تاورج نجمةً على ممشى المشاهير في هوليوود في شارع 1600 فاين ستريت، وذلك تكريمًا لمساهمته في صناعة الأفلام السينمائية.

## مسيرته السينمائية
عاد تاورج إلى صناعة الأفلام السينمائية بصفته مخرجًا في عام 1919، إذ تعاون مع لاري سيمون في فيلم ذا سبورتسمان (1920). أخرج تاورج 42 فيلمًا صامتًا في العقد التالي، ومعظمها أفلام قصيرة. استغل تاروج هذا الوقت في تطوير أسلوبه، إذ كانت الكوميديا الخفيفة موطن قوته، لكنه تمكن من العمل على الأفلام الدرامية بالإضافة إلى الحفاظ على السرد المعقد. أخرج تاورج أول أفلامه الروائية الطويلة في عام 1928، إذ كان تحت عنوان ذا غيتو ومن بطولة جورج جيسيل. عُدل الفيلم في أواخر عام 1928، إذ أُضيفت إليه أجزاء موسيقية وحوارية من إخراج تشارلز سي. ويلسون، وعُرض في عام 1929 تحت عنوان لاكي بوي.
اعتُبر فيلمه سكيبي الانطلاقة الأولى لسلسلة نجاحاته في عام 1931، إذ فاز عنه بجائزة الأوسكار لأفضل مخرج. بيع تمثال الأوسكار الذي فاز به تاورج مؤخرًا بمبلغ قدره 301,973 دولارًا أمريكيًا في أثناء مزاد في بيفرلي هيلز. رُشح ابن أخيه جاكي كوبر لجائزة عن أدائه، إذ كتب كوبر في سيرته الذاتية لعام 1981 الرجاء لا تطلق النار على كلبي أن تاورج هدده بإطلاق النار على كلبه في أثناء تصوير الفيلم إن لم يتمكن الممثل الطفل من البكاء خلال المشهد. (حاول محرر كوبر الحصول على وجهة نظر تاورج من الأحداث في أثناء كتابة كوبر سيرته الذاتية، لكن تاورج رفض المشاركة). يروي فيلم سكيبي مغامرات البطل سكيبي وألاعيبه مع صديقه سوكي في أثناء محاولتهما الحصول على رخصة لكلب سوكي، وإنقاذ مدينتهم المبنية من الصفيح من الهدم، وبيع عصير الليمون، والادخار لشراء دراجة جديدة. يستند الفيلم إلى شخصية قصة كارتون مصورة وما تتصف به من مشاعر وكوميديا ونزعة تعليمية أخلاقية (الأمر الشائع بين أفلام ذلك العصر) بالإضافة إلى الواقعية الجريئة، الأمر الذي ساهم في نجاح الفيلم الباهر لدرجةٍ دفعت الاستديو إلى صنع سلسلة من الفيلم، فأنتج جزءًا ثانيًا، سوكي، في العام التالي.
دخل تاورج الفصل الثالث من حياته المهنية خلال السنوات القليلة التالية، إذ عمل بصفته مخرجًا متمكنًا من العديد من الأساليب السينمائية. أخرج تاورج سلسلة من الأفلام التي أشاد بها النقاد والجمهور، بما في ذلك إف آي هاد أ مليون (1932)، الذي أظهر قدرته على العمل مع طاقم تمثيلي مؤلف بالكامل من نجوم سينمائيين؛ غاري كوبر، وجورج رافت، وتشارلز لوتون، ودبليو. سي. فيلدز. أخرج تاورج فيلم وي آر نات دريسنغ في عام 1934، وهو من بطولة بينغ كورسبي، وكارول لومبارد، وجورج برنز، وغراسي آلن، وراي ميلاند. أخرج تاورج عرضًا موسيقيًا من بطولة طاقم تمثيلي مليء بالنجوم السينمائيين في عام 1935 تحت عنوان ذا بيغ برودكاست أوف 1963، وكان من بطولة بينغ كورسبي، وجورج برنز، وغراسي آلن.

## جوائز وترشيحات
حصل على جوائز منها:
- جائزة الأوسكار لأفضل مخرج، عن عمل: سكيبي.

ترشح لـ:
- جائزة الأوسكار لأفضل مخرج، عن عمل: سكيبي
- جائزة الأوسكار لأفضل مخرج، عن عمل: مدينة الصبيان.

## وصلات خارجية
- نورمان تاورج على موقع IMDb (الإنجليزية)
- نورمان تاورج على موقع الموسوعة البريطانية (الإنجليزية)
- نورمان تاورج على موقع ألو سيني (الفرنسية)
- نورمان تاورج على موقع ميوزك برينز (الإنجليزية)
- نورمان تاورج على موقع تيرنر كلاسيك موفيز (الإنجليزية)
- نورمان تاورج على موقع أول موفي (الإنجليزية)
- نورمان تاورج على موقع قاعدة بيانات برودواي على الإنترنت (الإنجليزية)
- نورمان تاورج على موقع قاعدة بيانات الأفلام السويدية (السويدية)
- نورمان تاورج على موقع إن إن دي بي (الإنجليزية)
- نورمان تاورج على موقع ديسكوغز (الإنجليزية)